# Richenza z Bergu
Richenza z Bergu (asi 1095 – 27. září 1125), také Rejčka, byla manželka Vladislava I. a česká kněžna.

## Manželství s Vladislavem
Richenza byla dcerou Jindřicha z Bergu a Adelheid z Mochentalu. Dvě dcery ze švábského rodu pánů z Bergu u (poblíž města Ehingen) se vdaly za Přemyslovce: Richenza před rokem 1111 za Vladislava I. a její sestra Žofie roku 1114 za Otu Černého (Olomouckého). Třetí sestra Salomena se provdala za Piastovce, polského knížete Boleslava III., jehož byla druhou manželkou.
Richenze bylo v době svatby nějakých patnáct nebo šestnáct let a byla zhruba o tři desítky let mladší než její manžel. Pravděpodobně pozvala do Vladislavem založeného kladrubského kláštera benediktýnské mnichy z Zwiefalten.

## Závěr života
V roce 1125 umírající Vladislav I. potvrdil jako svého nástupce Otu II. Olomouckého - teprve zásah královny matky Svatavy jeho rozhodnutí změnil. Svatava se snažila získat nástupnictví pro svého nejmladšího potomka Soběslava, se kterým byl Vladislav stále ve sporu. Za Otu Olomouckého se naopak přimlouvala Richenza z Bergu. Po velkém nátlaku, k němuž se připojil i Svatavin přítel, biskup Ota Bamberský, se umírající kníže s bratrem Soběslavem smířil.
Richenza se po smrti svého muže vrátila do rodné země, kde se chtěla uchýlit do kláštera v Zwiefaltenu. Zemřela ale už během cesty, 27. září 1125. Pohřbena je v klášteře v Reichenbachu.

## Potomci
- Vladislav II. (1110? – 1174), český kníže a král

∞ 1140 Gertruda Babenberská
∞ 1153 Judita Durynská
- Děpolt I. (1120/25 – 1167), zakladatel rodu Děpolticů

∞ Gertruda Braniborská
- Jindřich Přemyslovec († po 1169)

∞ Markéta
- Svatava Česká († po 1146)

∞ Fridrich z Bogenu, purkrabí v Řezně